# أخدرية رثة
أخدرية رثة (الاسم العلمي: Oenothera laciniata) هو نوع نباتي يتبع جنس الأخدرية من الفصيلة الأخدرية.